# 双腺綱
双腺綱(Secernentea)は、多数の尾乳頭を持つことと排出器官の側面に溝があることで特徴付けられる線形動物の分類である。全ての線形動物と同様に、循環器及び呼吸器は持たない。
双腺綱には、桿線虫亜綱と旋尾線虫亜綱にいくつかの重要な寄生種を含む。実験動物として有名なカエノラブディティス・エレガンスは、桿線虫亜綱に多い無害な種の1つである。

## 分類
- 桿線虫亜綱 Rhabditia 
  - カイチュウ目（回虫目） Ascaridida
  - カンセンチュウ目（桿線虫目） Rhabditida
  - エンチュウ目（円虫目） Strongylida
- 旋尾線虫亜綱 Spiruria 
  - カマラヌス目 Camallanida
  - センビセンチュウ目（旋尾線虫目） Spirurida
  - ディプロガスタ亜綱 Diplogasteria
  - ヨウセンチュウ目（葉線虫目） Aphelenchida
  - ディプロガスタ目 Diplogasterida
  - クキセンチュウ目 Tylenchida

伝統的にカンセンチュウ目に分類されてきたいくつかの科は、クキセンチュウ目により近い可能性がある。クキセンチュウ目が独立の目として維持されるのであれば、この中に入るもの考えられる。これらは側尾腺(phasmid)を持つため、Phasmidianとも呼ばれる。